# 西脇郵便局
西脇郵便局（にしわきゆうびんきょく）は兵庫県西脇市にある郵便局。民営化前の分類では集配普通郵便局であった。

## 概要
住所：〒677-8799 兵庫県西脇市野村町1796-481

## 沿革
- 1874年（明治7年）12月 - 西脇郵便取扱所として開設[1]。
- 1875年（明治8年）1月1日 - 西脇郵便局（五等）となる。
- 1884年（明治17年）10月31日 - 廃止。
- 1886年（明治19年）4月22日 - 西脇郵便受取所として再設置。
- 1891年（明治24年）4月30日 - 再び廃止。
- 1902年（明治35年）3月1日 - 西脇郵便局（三等）として再々設置。
- 1911年（明治44年）3月26日 - 電話交換業務および電話加入者託送電報取扱を開始する[2]。
- 1955年（昭和30年）11月1日 - 比延郵便局および明楽寺郵便局から集配業務を移管[3]。
- 1957年（昭和32年）12月21日 - 電話通話および和文電報受付事務の取扱を開始。
- 1981年（昭和56年）8月24日 - 西脇市西脇から、同市野村町に局舎を新築、移転。
- 1999年（平成11年） - 外国通貨の両替および旅行小切手の売買に関する業務取扱を開始。
- 2007年（平成19年）3月12日 - 滝野郵便局から「679-02xx」区域の集配業務を移管[4]。
- 2007年（平成19年）10月1日 - 民営化に伴い、併設された郵便事業西脇支店に一部業務を移管。
- 2012年（平成24年）10月1日 - 日本郵便株式会社発足に伴い、郵便事業西脇支店を西脇郵便局に統合。
- 2016年（平成28年）2月15日 - 黒田庄郵便局（西脇市黒田庄町喜多）から「679-03xx」区域の集配業務を移管[5]。

## 取扱内容
- 郵便、印紙、ゆうパック、内容証明
- 貯金、為替、振替、振込、国際送金、国債、投資信託
- 生命保険、バイク自賠責保険、自動車保険
- 地方公共団体事務（兵庫県住宅再建共済基金利用申込取次事務）
- ゆうちょ銀行ATM
- 「677-00xx」「679-03xx」区域（西脇市）および「679-02xx」区域（加東市（旧滝野町域））の集配業務
- ゆうゆう窓口

## 周辺
- 西脇消防署
- 兵庫県立西脇高等学校
- 兵庫県立西脇工業高等学校
- 西脇市立西脇南中学校
- 西脇市立重春小学校
- 国道175号
- 加古川

## アクセス
- JR加古川線 西脇市駅から北へ約900m（徒歩約11分）
- 神姫バス 西脇高校前停留所、もしくは西脇市コミュニティバス「おりひめバス」 西脇郵便局停留所下車
- 中国自動車道 滝野社ICから北へ約5.5km
- 駐車場あり：8台